# Svensksund (1891)
Svensksund, officiellt HM Kanonbåt Svensksund, var en kanonbåt i svenska Kungliga flottan som sjösattes den 30 september 1891. Fartyget medverkade i Andrées polarexpedition år 1897, samt hemförde också stoftet efter de tre förolyckade upptäcktsresandena till Stockholm i oktober 1930. Fartyget deltog även i den Svensk-ryska gradmätningsexpeditionen.
Svensksund chartrades ofta ut för forskning. Bland annat använde Svenska Hydrografisk-Biologiska Kommissionen fartyget innan kommissionen 1905 fick ett eget fartyg.
Svensksund deltog även som trupptransportfartyg i den svenska Ålandsexpeditionen 1918